# Fordycefläckar

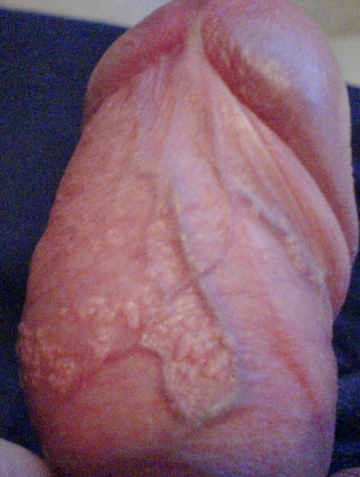
Fordycefläckar på skaftet av en penis.

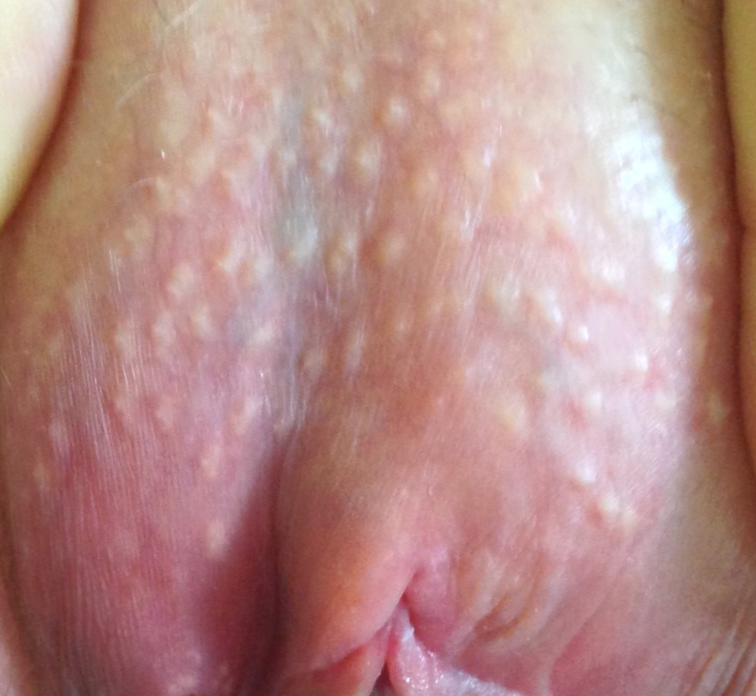
Fordycefläckar på en vulva.

Fordycefläckar är synliga talgkörtlar som återfinns hos de flesta människor. De kan förekomma på genitalierna och/eller på ansiktet och inuti munnen. Deras utseende karakteriseras av sin vita eller röda färg och är som små förhöjda knölar. De kan variera i storlek mellan en och tre millimeter i diameter och är vanligt förekommande på skaftet av penis eller på blygdläppar, men de kan även finnas runt munnen på läpparna och inuti munnen. Dessa fläckar är inte ett tecken på någon sjukdom eller infektion utan anses vara harmlösa och naturligt förekommande. Därmed behövs ingen behandling, bortsett från kosmetiska skäl.  